# Mastigostyla torotoroensis
Mastigostyla torotoroensis är en irisväxtart som beskrevs av Huaylla och Paul Wilkin. Mastigostyla torotoroensis ingår i släktet Mastigostyla och familjen irisväxter. Inga underarter finns listade i Catalogue of Life.